# Cuasso al Monte
Cuasso al Monte est une commune italienne de la province de Varèse dans la région Lombardie en Italie.

## Toponymie
Cuasso est dérivé du mot Cuàs (en dialecte varésien), lui-même dérivé du terme lombard coas signifiant « cavité », et la dénomination al Monte réfère à sa position au pied du mont Piambello.

## Géographie

### Hameaux
Borgnana, Cavagnano, Cuasso al Piano, Loco vecchio, Loco nuovo, San Salvatore, il Mottarello, Cave di Cuasso al Monte, Imborgnana, Villa Helios, Deserto, Ex Sanatorio Duca d'Aosta, C. Piazza, C. Pian del Fò, Ronella, Valleggio di Fò, Alpe del Tedesco, ai Monti, San Michele, Monte Val de Corni, Poncione di Ganna, Monte Minisfreddo, Monte Piambello, Bocchetta dei Frati, Bocchetta Stivione, Alpe Boscaccio, Alpe della Croce, Monte Derta

### Communes limitrophes
| Marchirolo, Cugliate-Fabiasco | Marzio             | Brusimpiano   |
| Valganna                      | Cuasso al Monte    | Porto Ceresio |
|                               | Arcisate,Bisuschio | Besano        |

## Histoire

### Généalogie
La commune est notamment le berceau de la famille Pedoïa, ou Pedoya, ou Pedoja. Au XIXe siècle, nombreux sont ceux qui ont migré en Europe et en Amérique du Sud, parmi lesquels François et Jean-Antoine Pedoya, peintres en art religieux connus dans le Sud-Ouest de la France.

## Administration
| Période                                  | Période  | Identité       | Étiquette | Qualité |
| ---------------------------------------- | -------- | -------------- | --------- | ------- |
| 8/6/2009                                 | En cours | Massimo Cesaro | Lega Nord |         |
| Les données manquantes sont à compléter. |          |                |           |         |